# 244 (tal)
244 är det naturliga talet som följer 243 och som följs av 245.

## Inom vetenskapen
- 244 Sita, en asteroid.

## Inom matematiken
- 244 är ett jämnt tal.
- 244 är ett palindromtal i det ternära talsystemet.